# Queen’s Blade
Queen’s Blade (クイーンズブレイド) — серия книг-игр в стиле фэнтези, выпущенная фирмой Hobby Japan. Эта игра, в свою очередь, основана на серии американских игровых книг Lost Worlds.
На основе персонажей игры были выпущены комиксы, манга, видеоигры, коллекционная карточная игра и аниме-сериал.
Аниме-сериал выпущен на студии ARMS и состоит из трёх сезонов, каждый по 12 серий: Queen’s Blade: Wandering Warrior («Клинок королевы: Странствующая воительница», демонстрировался с апреля по июнь 2009 года), Queen’s Blade: Inheritor of the Throne («Клинок королевы: Наследница престола», с сентября по декабрь того же года) и Queen’s Blade: Rebellion (2012).
Сериал вызвал у зрителей достаточно неоднозначную реакцию, поскольку многие героини там изображены в довольно откровенном виде, с минимумом одежды. С другой стороны необходимо отметить участие в этом аниме большого числа известных и популярных сэйю. Все три сезона сериала первоначально показывались на телеканале AT-X.

## Сюжет
Действие происходит в некоей империи со столицей в городе Гайнос. Каждые 4 года в этой стране проходят особые бои, Queen’s Blade, победительница которых становится новой королевой. Со всех концов страны в столицу стекаются участницы, желающие сразиться за трон королевы. Ими движут самые разные причины: желание испытать свои силы, желание защитить свой народ, у кого-то даже — желание прорекламировать собственное оружие. Впрочем, не всё так просто. Есть Болотная ведьма со своими прислужницами, желающая сорвать бои, есть и нынешняя королева, которая совсем даже не спешит отдавать свой трон…
Главная героиня, Рэйна — графская дочь, сбежавшая из дома, чтобы испытать свои силы. Но ей ещё со многими предстоит встретиться, и многому научиться, прежде чем она будет готова принять участие в таком сражении…

## Персонажи
Примечание: Все героини, помимо собственного имени, имеют своего рода «титул», кратко их характеризующий. Он также используется при объявлении имён участниц во время боёв.
- Рэйна (Лейна), Странствующая воительница (яп. 流浪の戦士 レイナ)

Сэйю — Аяко Кавасуми
Главная героиня. Средняя дочь в семействе графа Ванса, и его наследница. Однако ей графская жизнь не по душе, и она сбежала из дома в поисках приключений.
- Томоэ, Боевая мико (яп. 武者巫女 トモエ)

Сэйю — Мамико Ното
Мико из далёкой островной страны Хиномото. Решила участвовать в Queen’s Blade, чтобы стать королевой и защитить свою страну от угнетения нынешних чиновников.
В путешествии её сопровождает ниндзя Сидзука (сэйю — Хитоми Набатамэ).
- Нанаэль, Ангел надежды (яп. 光明の天使 ナナエル)

Сэйю — Ая Хирано
Довольно взбалмошный по характеру ангел. Первоначально ей было поручено обеспечивать трансляцию боёв, но позже, стечением обстоятельств, она стала путешествовать вместе с Рэйной, а потом и сама стала участницей Queen’s Blade.
- Ристи (Листи), Благородная разбойница пустыни (яп. 荒野の義賊 リスティ)

Сэйю — Юко Каида
Глава банды разбойников, однако заботится о слабых и бедных, и хочет стать королевой, чтобы их защитить. Встреча с Ристи оказала значительное влияние на Рэйну. Ристи, во-первых, защитила её от Мелоны, которая была готова её убить, а во-вторых, во многом именно благодаря её влиянию Рэйна решила участвовать в Queen’s Blade.
- Эрина, Командир гвардии (яп. 近衛隊長 エリナ)

Сэйю — Каори Мидзухаси
Младшая сестра Рэйны и глава личной охраны графа. Любит Рэйну, и всеми силами стремится вернуть её домой.
- Клодетт, Громовой генерал (яп. 雷雲の将 クローデット)

Сэйю — Ацуко Танака
Старшая сестра в семействе Ванс, однако, будучи незаконнорождённой, не является наследницей. Возглавляет армию графа.
- Экидна (Ехидна), Ветеран-наёмница (яп. 歴戦の傭兵 エキドナ)

Сэйю — Юки Каида
Опытная «дикая эльфийка», наёмница, живущая уже несколько сотен лет. С собой обычно носит змею, которую называет «Кэрутан-кун», и которую использует также вместо нижнего белья. По праву может считаться самым умелым воином континента.
- Ирма, Убийца из «Клыка» (яп. 牙の暗殺者 イルマ)

Сэйю — Юи Кано
Убийца из особого отряда «Клык», принадлежащего королеве. Ученица Экидны.
- Нова, Страж леса (яп. 森の番人 ノワ)

Сэйю — Микако Такахаси
Эльфийка, защищающая лес. Её обычно сопровождает обезьянка Ру.
- Алейн (Арэин), Боевой инструктор (яп. 戦闘教官 アレイン)

Сэйю — Эри Китамура
Опытная эльфийка, наставница Новы.
- Катлея, Оружейница (яп. 武器屋 カトレア)

Сэйю — Рёка Юдзуки
Бывшая воительница, а сейчас мастер по изготовлению мечей. Приняла участие в Queen’s Blade, желая найти пропавшего мужа, Оуэна.
У неё есть сын, Лана (сэйю — Риэ Кугимия), которого она всегда берёт с собой, даже в бой.
- Юмир, Стальная принцесса (яп. 鋼鉄姫 ユーミル)

Сэйю — Аяка Сайто
Гномиха, тоже изготовляющая оружие, и, таким образом, конкурент Катлеи. Приняла участие в Queen’s Blade, чтобы прорекламировать качество своего оружия.
- Мэрона (Мелона), Тысячеликая Убийца (яп. 千変の刺客 メローナ)

Сэйю — Риэ Кугимия
(Эта, и две последующие героини являются прислужницами Болотной ведьмы, 沼地の魔女). Демон-оборотень в виде человека, с розовыми волосами и с заячьими ушами. Способна менять свою форму, превращаясь в кого угодно, в том числе, в своих врагов. Практически неуязвима.
- Айри, Зазывающая в преисподнюю (яп. 冥土へ誘うもの アイリ)

Сэйю — Канаэ Ито
Дух в человеческом облике. Обычно ходит в одежде служанки, вооружена косой. Впрочем, её одежда — лишь видимость. Для поддержания сил ей необходима «подпитка» в виде жизненной энергии людей; при её отсутствии сначала исчезает её одежда, а затем может исчезнуть и она сама.
- Менас(у), Древняя принцесса (яп. 古代の王女 メナス)

Сэйю — Юко Гото
Принцесса древнего королевства «Амара» (сильно напоминающего древний Египет), исчезнувшего несколько тысяч лет назад. Одержима идеей возродить это королевство.